# Anselm Kiefer

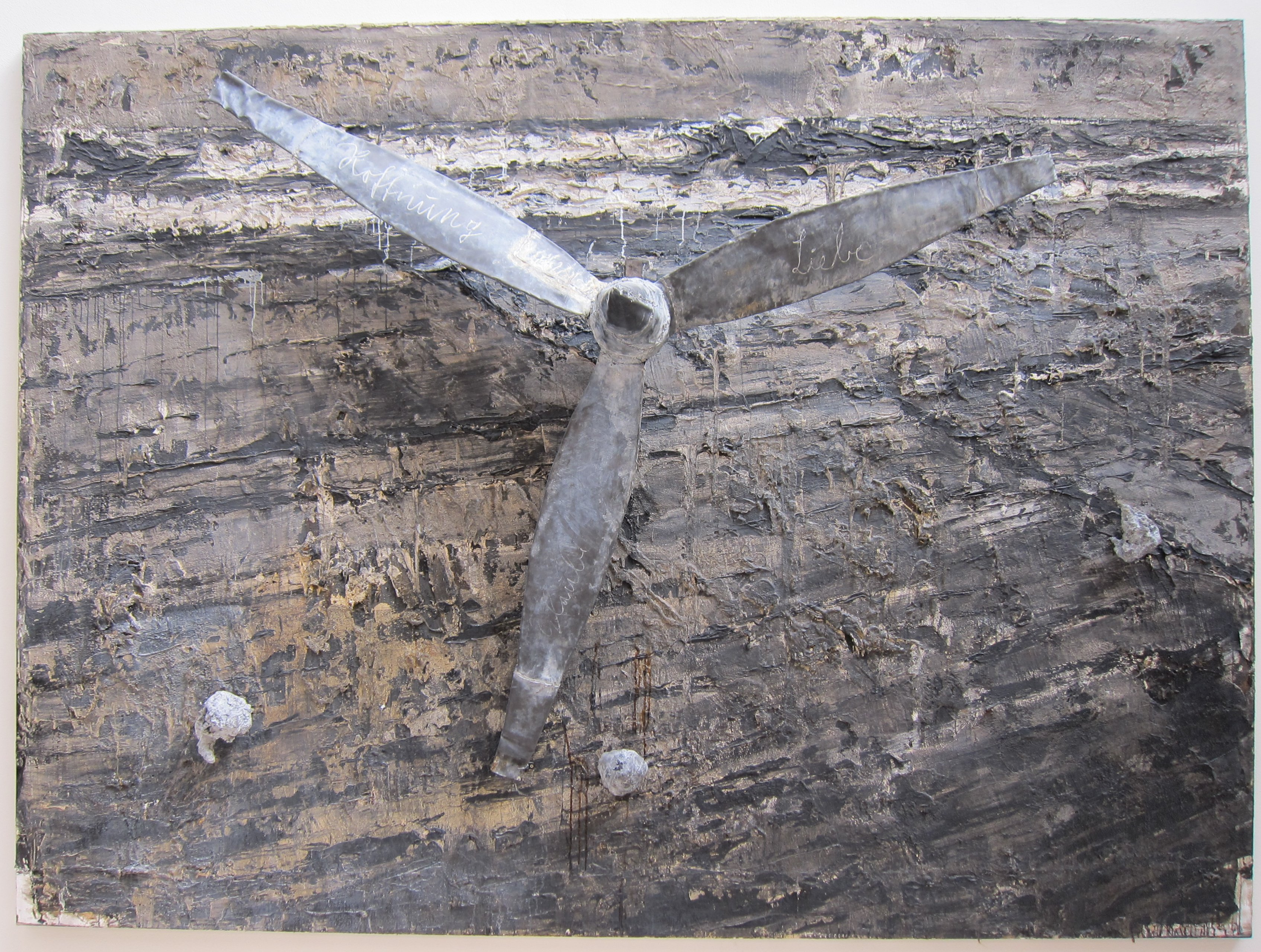
Glaube, Hoffnung, Liebe, 1984-6

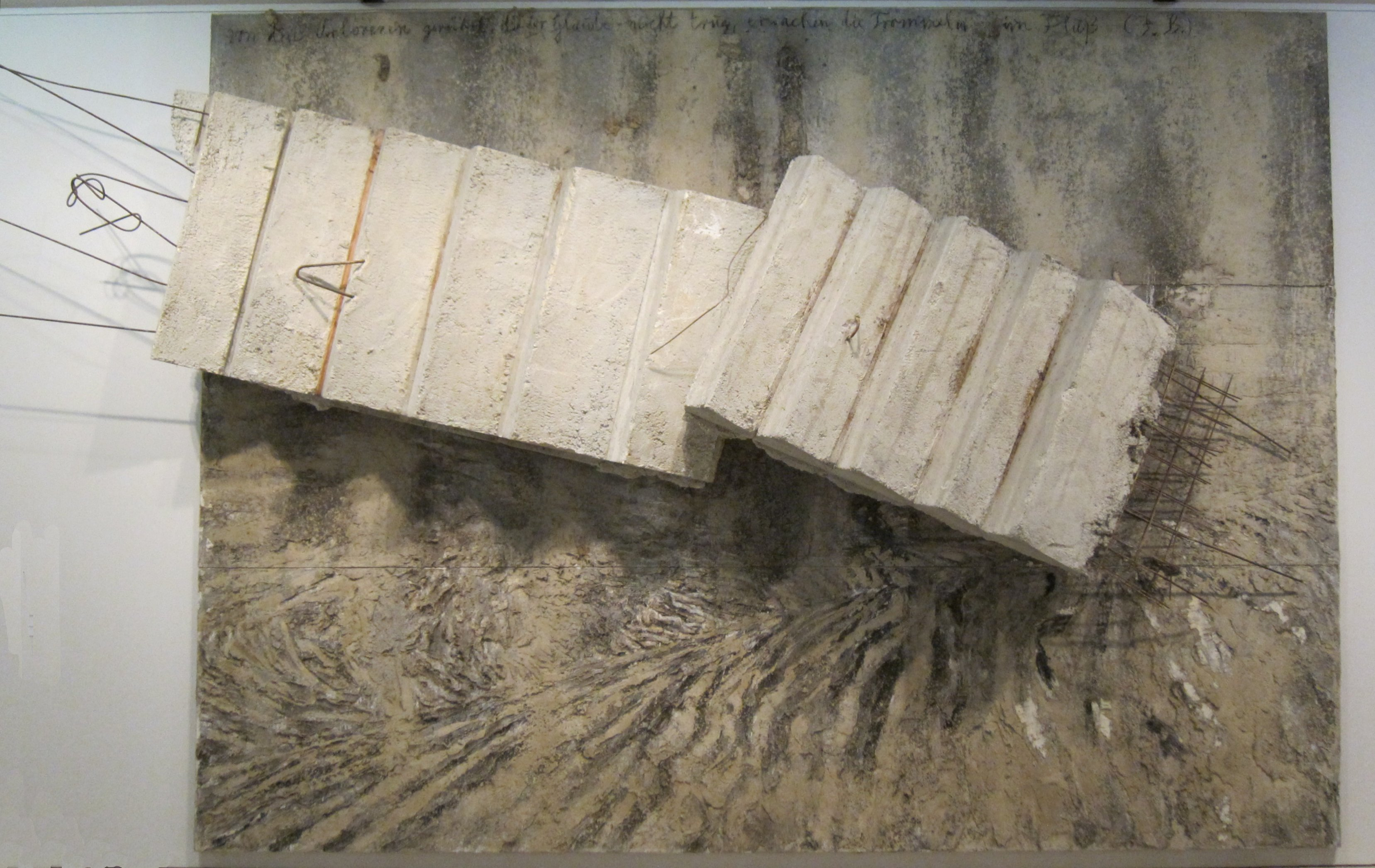
Von den Verlorenen gerührt, die der Glaube nicht trug..., 2004

Anselm Kiefer (Donaueschingen, 8 maart 1945) is een Duitse kunstschilder en beeldhouwer.

## Werkbeschrijving
Kiefer gebruikt in zijn werk naast verf ook materialen als stro, zand, glas, as, beton, roestig ijzer, klei, haar en lood. Zijn werk zit vol verwijzingen naar historische gebeurtenissen en figuren, filosofie, en wetenschappelijke theorieën. Oorlog, vernietiging, verval en destructie zijn belangrijke thema's in zijn werk.

## Leven en werk
Kiefer werd geboren in de kelder van het ziekenhuis in Donaueschingen in het Zwarte Woud terwijl de stad werd gebombardeerd. Kiefer groeide vanaf 1951 op in Ottersdorf en hij ging naar school in Rastatt. Hij studeerde rechten, literatuur en Romaanse taalwetenschappen aan de Universiteit van Freiburg. Vanaf 1966 studeerde hij aan kunstacademies in Freiburg, Karlsruhe en Düsseldorf, en in 1969 werd hij in de kunstwereld bekend door de fotoreeks Besetzungen, een serie zelfportretten, gemaakt op beladen locaties in Frankrijk, Zwitserland en Italië, waarop hij de Hitlergroet bracht. Dit als commentaar op de situatie in het naoorlogse Duitsland, waar over het fascisme voornamelijk werd gezwegen. Ook op zijn schilderijen toonde hij betrokkenheid bij de Duitse problematiek, door bijvoorbeeld de verschrikkingen van de Tweede Wereldoorlog tot onderwerp te nemen. Tussen 1970 en 1972 studeerde Kiefer bij Joseph Beuys aan de kunstacademie in Düsseldorf. In 1976 verbleef hij in de Villa Massimo in Rome.
Vanaf 1993 woonde en werkte hij in het Franse Barjac waar hij een verlaten industrieterrein heeft omgetoverd tot een 35 hectare groot atelier dat hij La Ribaute heeft gedoopt.
In 2008 verhuisde hij naar Croissy-Beaubourg bij Parijs. Omdat de meeste van zijn werken enorme afmetingen hebben, heeft hij er zijn atelier ondergebracht in het gigantische depot dat voordien gebruikt werd door het warenhuis La Samaritaine.

## Werk in openbare collecties (selectie)
- Fürstlich Fürstenbergische Sammlungen, Donaueschingen
- Hamburger Bahnhof - Museum für Gegenwart
- Kröller-Müller Museum, Otterlo
- Museum Boijmans Van Beuningen, Rotterdam[2]
- Museum Frieder Burda

In 2009 verzocht het Rijksmuseum Kiefer een kunstwerk te maken, geïnspireerd op De Nachtwacht. Maar toen het werk in 2011 gereed kwam, leek het opmerkelijk genoeg meer te zijn geïnspireerd door Vincent van Gogh dan door Rembrandt. Over de drie vitrines schreef NRC-kunstredacteur Birgit Donker: "Twee zijn gevuld met zonnebloemen, de middelste met het klapstoeltje dat zo vaak figureert op schilderijen van Van Gogh. Het heet La Berceuse (De wiegster), net als Van Goghs beoogde drieluik uit 1888".
Het Kröller-Müller Museum kreeg werken van Kiefer van de kunstenaar-ontwerper Martin Visser.

## Tentoonstelling
- Anselm Kiefer. Sag mir wo die Blumen sind. Tentoonstelling gelijktijdig in Van Gogh Museum en Stedelijk Museum Amsterdam. Van 7 maart tot 9 juni 2025. Tentoonstellingscatalogus: Simon Schama, Antje Graevenitz, Anselm Kiefer, Sag mir wo die Blumen sind (Nederlandstalige editie). Engelstalige editie: Where have all the flowers gone. Gent, Uitgeverij Tijdsbeeld, 2025.

## Afbeeldingen

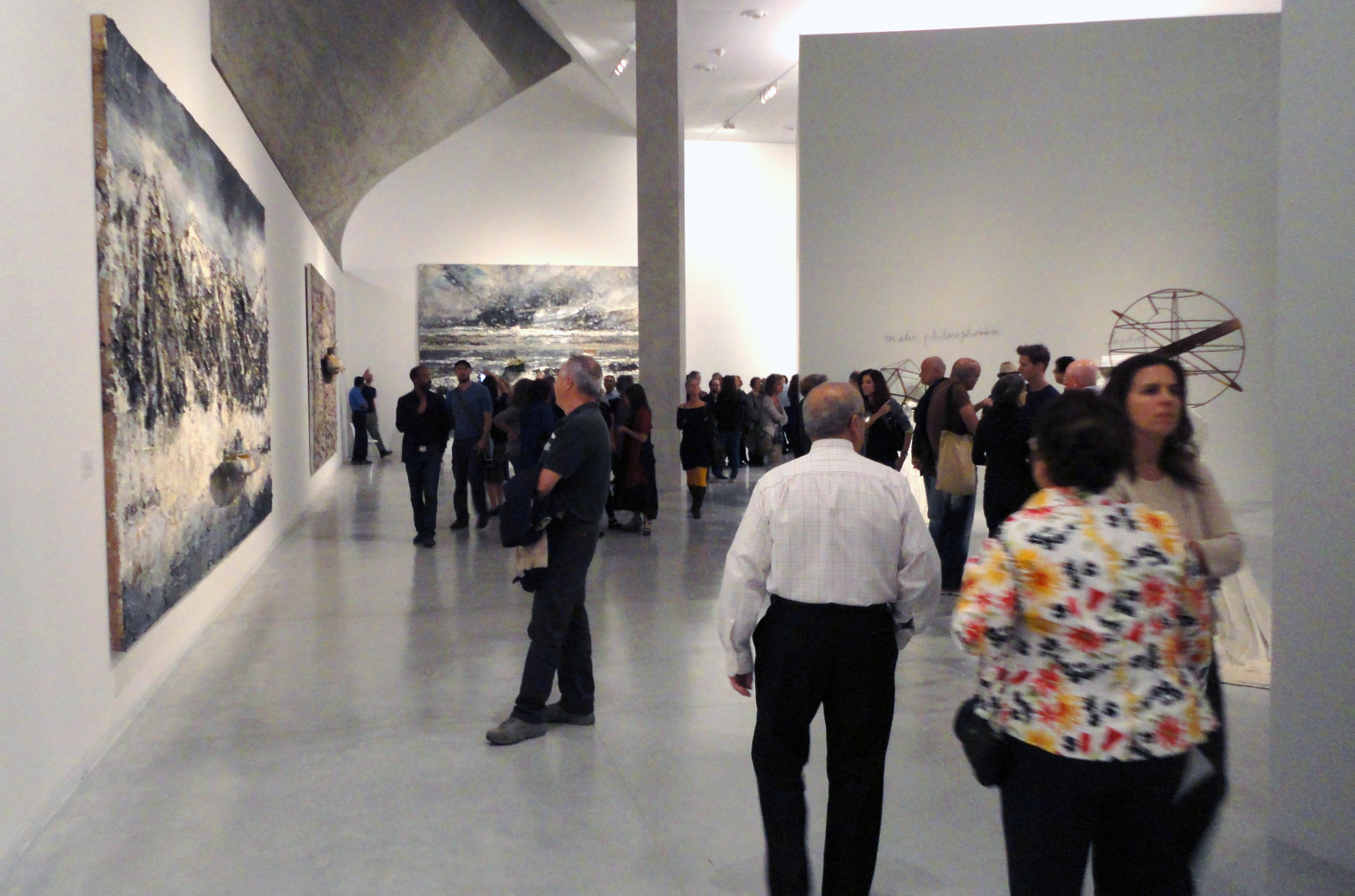
Tel Aviv Museum of Art, 2011
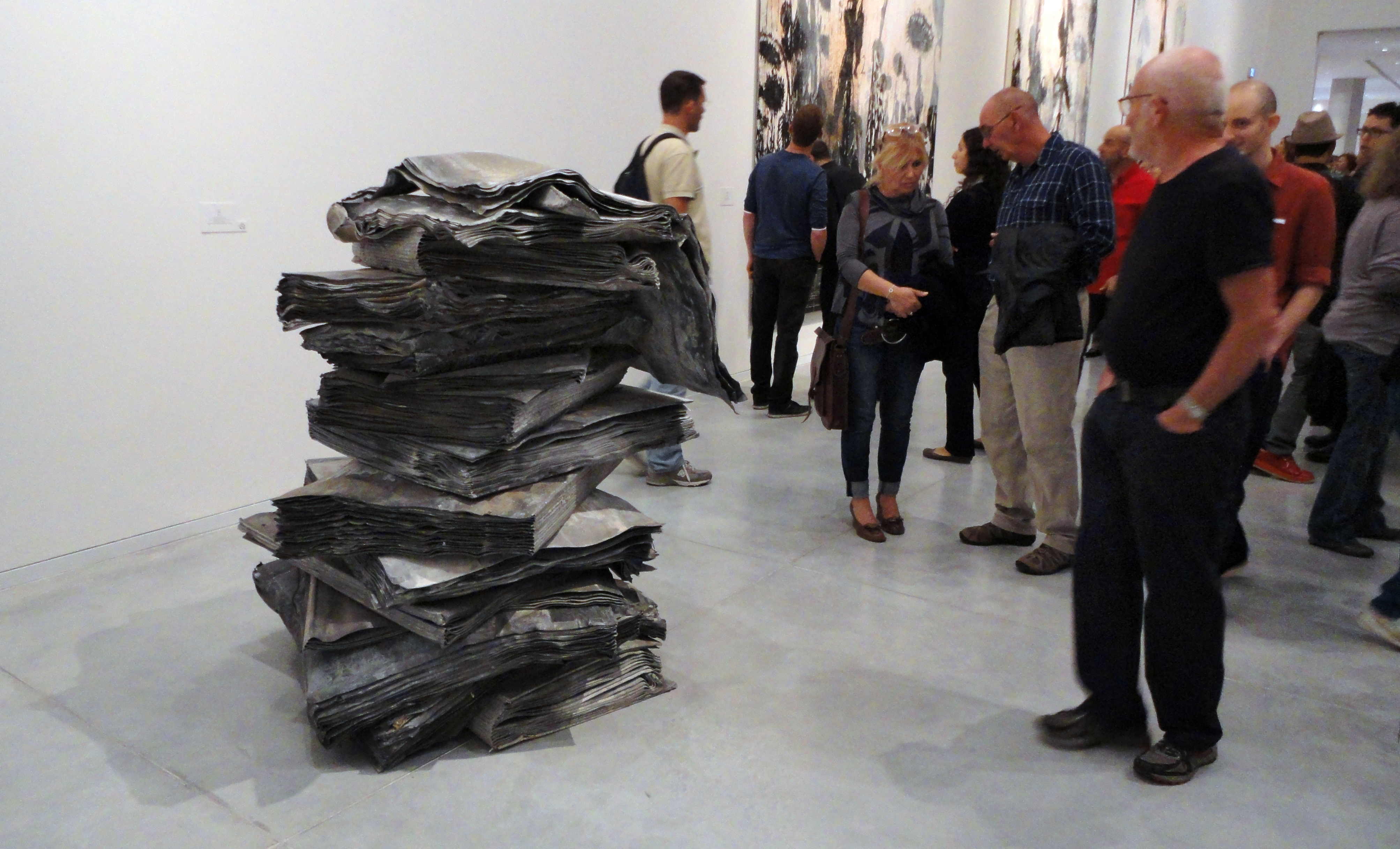
Tel Aviv Museum of Art, 2011

- Bibsys: 90136347
- Biblioteca Nacional de España: XX987128
- Bibliothèque nationale de France: cb12192138x (data)
- Catàleg d'autoritats de noms i títols de Catalunya: 981058527423006706
- CiNii: DA04168237
- Digitale Bibliotheek voor de Nederlandse Letteren: kief013
- Gemeinsame Normdatei: 118561901
- International Standard Name Identifier: 0000 0001 2283 2172
- KulturNav: 6a4d53d6-4da5-446f-bce9-170a92d22c86
- Library of Congress Control Number: n79035655
- Nationale Bibliotheek van Letland: 000028456
- Bibliotheek van het Japanse parlement: 00469528
- National Gallery of Victoria: 1750
- Nationale Bibliotheek van Tsjechië: jn19990004310
- Nationale bibliotheek van Australië: 35938236
- Nationale Bibliotheek van Israël: 987007462824005171
- Nationale Bibliotheek van Polen: a0000002005263
- Nationale en Universitaire bibliotheek Zagreb: 000111531
- Nederlandse Thesaurus van Auteursnamen: 070164320
- PIC: 313000
- RKD-Nederlands Instituut voor Kunstgeschiedenis: 44264
- Istituto Centrale per il Catalogo Unico: RAVV091981
- LIBRIS: 208447
- SNAC: w6fj2x09
- Système universitaire de documentation: 027992683
- Trove: 1154723
- Union List of Artist Names: 500047395
- Virtual International Authority File: 95995437
- WorldCat: E39PBJkttHB396m9CbrGFytMyd